# São João do Jaguaribe
São João do Jaguaribe är en kommun i Brasilien.   Den ligger i delstaten Ceará, i den östra delen av landet, 1 600 km nordost om huvudstaden Brasília. Antalet invånare är 7 902.
Omgivningarna runt São João do Jaguaribe är huvudsakligen savann. Runt São João do Jaguaribe är det ganska glesbefolkat, med 31 invånare per kvadratkilometer.